# Belmonte (Cuenca)
Pour les articles homonymes, voir Belmonte.
Belmonte est une commune d’Espagne, dans la province de Cuenca, dans la communauté autonome de Castille-La Manche.

## Culture locale et patrimoine

### Lieux et monuments
- Le château de Belmonte, palais d'architecture gothique espagnole avec des éléments d'architecture mudéjare date du XVe siècle.

De forme triangulaire avec six tours disposées en étoile, elle aurait inspiré Cervantes pour écrire son Don Quichotte.
- La collégiale gothique date du XVe siècle.

Elle est construite sur une ancienne église wisigothique.
Elle est remarquable, entre autres, pour les sculptures en bois du chœur.

### Personnalités liées à la commune
- Juan Pacheco (1419-1474), noble castilian d'ascendance portugaise y est né. Il fut le premier duc d'Escalona.
- Luis de León (1528-1591), poète et intellectuel castillan y est né.